# سيرانو دي برجراك (فلم)
سيرانو دي برجراك (بالإنجليزية: Cyrano de Bergerac) هو فيلم دراما تم إنتاجه في الولايات المتحدة وصدر في سنة 1950.

## ترشيحات وجوائز
| السنة | الحدث | الفئة            | النتيجة  |
| ----- | ----- | ---------------- | -------- |
|       |       | أوسكار أحسن ممثل | فـــــوز |

## الميزانية والإيرادات
بلغت تكلفة إنتاج الفيلم حوالي 1.1 مليون دولار بينما حقق أرباحا تقدر بـ 1.9 مليون دولار ( rentals).

## وصلات خارجية
- سيرانو دي برجراك على موقع IMDb (الإنجليزية)
- سيرانو دي برجراك على موقع الموسوعة البريطانية (الإنجليزية)
- سيرانو دي برجراك على موقع روتن توميتوز (الإنجليزية)
- سيرانو دي برجراك على موقع نتفليكس (الإنجليزية)
- سيرانو دي برجراك على موقع ألو سيني (الفرنسية)
- سيرانو دي برجراك على موقع Turner Classic Movies (الإنجليزية)
- سيرانو دي برجراك على موقع أول موفي (الإنجليزية)
- سيرانو دي برجراك على موقع فيلمافينيتي (الإسبانية)
- سيرانو دي برجراك على موقع قاعدة بيانات الأفلام السويدية (السويدية)
- سيرانو دي برجراك على موقع قاعدة بيانات الفيلم (الإنجليزية)

1. ↑  وصلة مرجع: http://www.imdb.com/title/tt0042367/. الوصول: 7 مايو 2016.
2. 1 2  وصلة مرجع: http://www.filmaffinity.com/en/film593788.html. الوصول: 7 مايو 2016.
3. 1 2 3 4 5 6 7 8 9 10 11 12  وصلة مرجع: http://www.imdb.com/title/tt0042367/fullcredits. الوصول: 7 مايو 2016.